# (4645) Tentaikojo
(4645) Tentaikojo est un astéroïde de la ceinture principale.

## Description
(4645) Tentaikojo est un astéroïde de la ceinture principale. Il fut découvert le 16 septembre 1990 à Kitami par Tetsuya Fujii et Kazuro Watanabe. Il présente une orbite caractérisée par un demi-grand axe de 2,67 UA, une excentricité de 0,13 et une inclinaison de 9,5° par rapport à l'écliptique.

## Compléments